# رودریگو مولیدو
رودریگو مولیدو (به پرتغالی: Rodrigo Modesto) مدافع اهل برزیل است که در شهر ایالت ریو د ژانیرو و در تاریخ ۲۷ اکتبر ۱۹۷۵ به دنیا آمده‌است .
رودریگو مولیدو در تیم‌های فوتبال União de Rondonópolis سابقهٔ حضور دارد.